# Così fan tutte (pel·lícula)
Così fan tutte és una pel·lícula italiana de 1992 dirigida per Tinto Brass i protagonitzada per Claudia Koll, Paolo Lanza, Franco Branciaroli i Ornella Marcucci. Està lleugerament basada en l'òpera Così fan tutte.

## Sinopsi
Diana (Claudia Koll) és una esposa romana feliçment casada amb el simpàtic Paolo (Paolo Lanza), però li encanten els jocs de seducció amb altres homes mentre es resisteix als avanços de l'elegant amo de la botiga de llenceria Silvio (Renzo Rinaldi) i narra les seves aventures a Paolo per a estimular la seva vida sexual d'altra banda monòtona. No obstant això, sota la influència de la seva amiga lesbiana Antonietta (Isabella Deiana) i la seva germana lasciva Nadia (Ornella Marcucci), Diana comença a avançar encara més mentre que Paolo encara és propens a creure que els successos narrats per ella són simplement fantasies. No obstant això, quan l'antiquari francès Donatien Alphonse (Franco Branciaroli) deixa marques en el seu cos, Paolo comprèn que Diana l'està enganyant i la fa fora de la casa. Diana després cerca noves aventures sexuals, mentre ella i Paolo reflexionen sobre la naturalesa de la sexualitat, la monogàmia i el seu futur com a parella.

## Repartiment
- Claudia Koll
- Paolo Lanza
- Franco Branciaroli
- Ornella Marcucci
- Isabella Deiana
- Renzo Rinaldi
- Jean René Lemoine

## Recepció
En una revisió retrospectiva, Sight & Sound va revisar tant La chiave (1983) com Così fan tutte, assenyalant que aquesta última "mostra un marcat descens de la sofisticació i l'enginy narratius" assenyalant que l'ambientació de Venècia d'aquesta pel·lícula està més en construccions basades en estudi que La chiave. La pel·lícula de Brass trasllada la història a l'època de Mussolini i canvia l'escenari a Venècia.

## Crítiques
| «            | "Una "pel·lícula eròtica" que voreja la pornografia, l'estúpid balbuceig pseudofilosòfic de la qual només es veu socavada pel seu voyeurisme. -La desaconsellem". | » |
| — Filmdienst | |   |

| « | "Seqüència crua de trucs eròtics". | » |